# Iacobești (okręg Alba)
Iacobești – wieś w Rumunii, w okręgu Alba, w gminie Roșia Montană. W 2011 roku liczyła 43 mieszkańców.